# Liga ARC 2009
La temporada 2009 de la Liga ARC es la cuarta edición desde que se iniciara la competición de traineras organizada por la Asociación de Remo del Cantábrico en 2006. Se compone de dos grupos de 12 y 13 equipos respectivamente. La temporada regular comenzó el 20 de junio en Luanco (Asturias) y terminó el 30 de agosto en Santoña (Cantabria). Posteriormente, se disputaron los play-off para el ascenso a la Liga ACT y entre los dos grupos de la Liga ARC.

## Sistema de competición
La Liga ARC está dividida en 2 grupos cada uno de los cuales disputa un calendario de regatas propio. Al finalizar la liga regular y para decidir los ascensos y descensos entre la Liga ACT y los 2 grupos de la Liga ARC se disputan sendos play-off:
- Play-off de ascenso a Liga ACT: se disputa 1 plaza en la Liga ACT entre el penúltimo clasificado de dicha competición, ya que el último desciende directamente, los 2 primeros del Grupo 1 y los 2 primeros de la Liga LGT.
- Play-off entre grupos ARC: el campeón del Grupo 2 asciende directamente al Grupo 1 y la última plaza del Grupo 1 se disputa entre los dos últimos clasificados del Grupo 1 y el segundo y tercero del Grupo 2.

## Regatas
Las siguientes regatas están programadas para tener lugar en 2009.

### Grupo 1
| Orden | Regata                                                  | Fecha        | Localidad           | Provincia |
| ----- | ------------------------------------------------------- | ------------ | ------------------- | --------- |
| 1     | II Bandera Donostia Kaiarriba                           | 26 de junio  | San Sebastián       | Guipúzcoa |
| 2     | II Bandera Ambilamp reciclando la luz                   | 28 de junio  | Zumaya              | Guipúzcoa |
| 3     | XII Bandera de La Rioja                                 | 5 de julio   | El Rasillo          | La Rioja  |
| 4     | XXX Bandera Iltmo. Ayuntamiento de Santurtzi            | 11 de julio  | Santurce            | Vizcaya   |
| 5     | XXII Bandera de Elantxobe                               | 12 de julio  | Elanchove           | Vizcaya   |
| 6     | II Bandera Fiesta del Besugo-Orio Estilora              | 18 de julio  | Orio                | Guipúzcoa |
| 7     | XI Bandera Real Astillero de Guarnizo                   | 19 de julio  | El Astillero        | Cantabria |
| 8     | XXIV El Correo Ikurriña-Gran Premio BBK                 | 25 de julio  | Lequeitio           | Vizcaya   |
| 9     | XXV Bandera de Pasajes San Juan                         | 26 de julio  | Pasajes de San Juan | Guipúzcoa |
| 10    | XXV Bandera de Ondarroa                                 | 1 de agosto  | Ondárroa            | Vizcaya   |
| 11    | XXXVII Bandera Ciudad de Castro-III Mem. Avelino Ibañez | 15 de agosto | Castro-Urdiales     | Cantabria |
| 12    | XIX Bandera Ayuntamiento de Camargo                     | 22 de agosto | Camargo             | Cantabria |
| 13    | XIV Regata Promoción de Fuenterrabía                    | 23 de agosto | Fuenterrabía        | Guipúzcoa |
| 14    | XXVII Bandera Petronor                                  | 29 de agosto | Ciérvana            | Vizcaya   |
| 15    | XXVIII Bandera de Portugalete                           | 30 de agosto | Portugalete         | Vizcaya   |

### Grupo 2
| Orden | Regata                                            | Fecha        | Localidad       | Provincia |
| ----- | ------------------------------------------------- | ------------ | --------------- | --------- |
| 1     | V Bandera de Gozón                                | 20 de junio  | Luanco          | Asturias  |
| 2     | XI Bandera de Mundaca                             | 21 de junio  | Mundaca         | Vizcaya   |
| 3     | I Bandera Donostiarra Kaiarriba                   | 28 de junio  | San Sebastián   | Guipúzcoa |
| 4     | XIX Bandera de San Juan de Luz                    | 5 de julio   | San Juan de Luz | Francia   |
| 5     | XIV Bandera de Trintxerpe                         | 12 de julio  | Pasajes         | Guipúzcoa |
| 6     | I Bandera Ciudad de Avilés                        | 19 de julio  | Avilés          | Asturias  |
| 7     | III Bandera de Hibaika                            | 25 de julio  | Pasajes         | Guipúzcoa |
| 8     | XL Bandera de Santander                           | 26 de julio  | Santander       | Cantabria |
| 9     | VI Bandera de Bandera del Puerto Viejo de Algorta | 1 de agosto  | Algorta         | Vizcaya   |
| 10    | I Bandera de Zumaya                               | 2 de agosto  | Zumaya          | Guipúzcoa |
| 11    | XII Bandera de Las Arenas                         | 15 de agosto | Las Arenas      | Vizcaya   |
| 12    | XXXII Villa de Bilbao                             | 16 de agosto | Bilbao          | Vizcaya   |
| 13    | XVI Bandera Ría del Asón                          | 22 de agosto | Colindres       | Cantabria |
| 14    | XXII Bandera de Erandio                           | 29 de agosto | Luchana         | Vizcaya   |
| 15    | XXXIX Bandera Excmo. Ayuntamiento de Santoña      | 30 de agosto | Santoña         | Cantabria |

### Play-off de ascenso a Liga ACT
| Orden | Regata      | Fecha            | Provincia |
| ----- | ----------- | ---------------- | --------- |
| 1     | Bermeo      | 19 de septiembre | Vizcaya   |
| 2     | Portugalete | 20 de septiembre | Vizcaya   |

### Play-off entre grupos
| Orden | Regata                             | Fecha           | Localidad   | Provincia |
| ----- | ---------------------------------- | --------------- | ----------- | --------- |
| 1     | Ayuntamiento de Lequeitio (en mar) | 5 de septiembre | Lequeitio   | Vizcaya   |
| 2     | San Miguel-Segemar (en ría)        | 6 de septiembre | Portugalete | Vizcaya   |

## Traineras participantes

### Grupo 1
| Equipo                       | Nombre de la Trainera | Localidad           | Provincia |
| ---------------------------- | --------------------- | ------------------- | --------- |
| Astillero                    | San José XV           | El Astillero        | Cantabria |
| Busturialdea                 | Busturialdea          | Elanchove           | Vizcaya   |
| Camargo                      | Virgen del Carmen     | Camargo             | Cantabria |
| Donostiarra                  | Torrekua              | San Sebastián       | Guipúzcoa |
| Hondarribia B                | Ama Guadalupekoa      | Fuenterrabía        | Guipúzcoa |
| Super BM-Isuntza-Grafilur    | Lekittarra            | Lequeitio           | Vizcaya   |
| Ondarroa                     | Antiguako ama         | Ondárroa            | Vizcaya   |
| Orio B-Ecania B.V. Laguardia | Txiki                 | Orio                | Guipúzcoa |
| Portugalete-Ballonti         | Jarrillera            | Portugalete         | Vizcaya   |
| San Juan-Iberdrola           | San Juan              | Pasajes de San Juan | Guipúzcoa |
| Santurtzi-Iberdrola          | Sotera                | Santurce            | Vizcaya   |
| Zierbena-Bahías de Bizkaia   | Bahías de Bizkaia     | Ciérvana            | Vizcaya   |

### Grupo 2
| Equipo                          | Nombre de la Trainera | Localidad           | Provincia |
| ------------------------------- | --------------------- | ------------------- | --------- |
| Ciudad de Santander             | Virgen del Mar        | Santander           | Cantabria |
| Colindres                       | San Ginés             | Colindres           | Cantabria |
| Deusto-Tecuni                   | Tomatera              | Bilbao              | Vizcaya   |
| Donostiarra B                   | Torrekua              | San Sebastián       | Guipúzcoa |
| Getxo                           | Goizeko Izarra        | Guecho              | Vizcaya   |
| Hibaika                         | Madalen               | Rentería            | Guipúzcoa |
| Luanco                          | Luanquina             | Luanco              | Asturias  |
| Lutxana                         | Erandiotarra          | Erandio             | Vizcaya   |
| Naturhouse-Mundaka              | Mundakarra            | Mundaca             | Vizcaya   |
| Raspas                          | Areatarra             | Las Arenas (Guecho) | Vizcaya   |
| Santoña Excelente               | Virgen del Puerto     | Santoña             | Cantabria |
| Trintxerpe-Funeraria Vascongada | Azkuene               | Pasajes             | Guipúzcoa |
| Zumaia B                        | Telmo Deun            | Zumaya              | Guipúzcoa |

### Equipos por provincia
| Provincia | Grupo | N. | Equipos |
| --------- | ----- | -- | --- |
| Vizcaya   | 1     | 6  | Busturialdea, Super BM-Isuntza-Grafilur, Ondarroa, Portugalete-Ballonti, Santurtzi-Iberdrola, Zierbena-Bahías de Bizkaia |
| Vizcaya   | 2     | 5  | Deusto-Tecuni, Getxo, Lutxana, Naturhouse-Mundaka, Raspas                                                                |
| Vizcaya   | TOTAL | 11 | |
| Guipúzcoa | 1     | 4  | Donostiarra, Hondarribia B, Orio B-Ecania B.V. Laguardia, San Juan-Iberdrola                                             |
| Guipúzcoa | 2     | 4  | Donostiarra B, Hibaika, Trintxerpe-Funeraria Vascongada, Zumaia B                                                        |
| Guipúzcoa | TOTAL | 8  | |
| Cantabria | 1     | 2  | Astillero, Camargo |
| Cantabria | 2     | 3  | Ciudad de Santander, Colindres, Santoña Excelente                                                                        |
| Cantabria | TOTAL | 5  | |
| Asturias  | 1     | 0  | |
| Asturias  | 2     | 1  | Luanco |
| Asturias  | TOTAL | 1  | |

### Ascensos y descensos
| Pos. | Club descendido de Liga ACT no inscrito |
| ---- | --------------------------------------- |
| 12.º | Laredo                                  |

| Pos.  | Ascendidos de Grupo 2             |
| ----- | --------------------------------- |
| 1.º   | Astillero                         |
| Prom. | Orio B-Ecania B.V. Laguardia (2º) |

| Pos. | Club de Grupo 1 no inscrito |
| ---- | --------------------------- |
| 8.º  | Castro B                    |

| Pos. | Nueva inscripción  |
| ---- | ------------------ |
| -    | Donostiarra B      |
| -    | Lutxana            |
| -    | Naturhouse-Mundaka |
| -    | Santoña Excelente  |
| -    | Zumaia B           |

| Pos. | Club de Grupo 2 no inscrito |
| ---- | --------------------------- |
| 4.º  | La Maruca                   |

La Jarrillera de Portugalete-Ballonti, que había sido descendida al Grupo 2, recuperó la categoría ya que Castro B perdió su plaza al no poder completar la trainera en el plazo previsto.
     Ascenso directo.

     Ascenso después de play-off.

     Descenso directo ordinario.

     Descenso después de play-off.

     Descenso administrativo o desaparición.

     Nueva inscripción.

## Clasificación
A continuación se recoge la clasificación en cada una de las regatas disputadas en cada grupo.

### Grupo 1
Los puntos se reparten entre los doce participantes en cada regata.
| Posición | 1.º | 2.º | 3.º | 4.º | 5.º | 6.º | 7.º | 8.º | 9.º | 10.º | 11.º | 12.º |
| Puntos   | 12  | 11  | 10  | 9   | 8   | 7   | 6   | 5   | 4   | 3    | 2    | 1    |

| Pos. | Club                         | Trainera          | 1 DON | 2 AMP | 3 RIO | 4 SCE | 5 ELA | 6 BES | 7 AST | 8 COR | 9 JUA | 10 OND | 11 CAS | 12 CAM | 13 HON | 14 PET | 15 POR | Puntos |
| ---- | ---------------------------- | ----------------- | ----- | ----- | ----- | ----- | ----- | ----- | ----- | ----- | ----- | ------ | ------ | ------ | ------ | ------ | ------ | ------ |
| 1    | Astillero                    | San José XV       | 3     | 4     | 1     | 1     | 1     | 1     | 1     | 1     | 1     | 1      | 1      | 1      | 2      | 1      | 1      | 174    |
| 2    | San Juan-Iberdrola           | San Juan          | 1     | 3     | 2     | 2     | 2     | 2     | 3     | 2     | 2     | 2      | 2      | 2      | 1      | 2      | 2      | 165    |
| 3    | Santurtzi-Iberdrola          | Sotera            | 4     | 1     | 4     | 3     | 4     | 11    | 2     | 6     | 7     | 4      | 3      | 3      | 3      | 4      | 3      | 133    |
| 4    | Super BM-Isuntza-Grafilur    | Lekittarra        | 2     | 7     | 5     | 6     | 3     | 3     | 4     | 5     | 4     | 5      | 4      | 6      | 5      | 3      | 5      | 128    |
| 5    | Orio B-Ecania B.V. Laguardia | Txiki             | 5     | 5     | 6     | 4     | 5     | 7     | 6     | 3     | 3     | 3      | 5      | 5      | 4      | 5      | 4      | 125    |
| 6    | Camargo                      | Virgen del Carmen | 6     | 2     | 3     | 5     | 6     | 4     | 5     | 9     | 5     | 7      | 6      | 4      | 6      | 7      | 8      | 112    |
| 7    | Donostiarra                  | Torrekua          | 7     | 6     | 9     | 8     | 7     | 5     | 9     | 4     | 6     | 6      | 8      | 8      | 7      | 10     | 7      | 88     |
| 8    | Zierbena-Bahías de Bizkaia   | Bahías de Bizkaia | 8     | 8     | 8     | 7     | 8     | 6     | 7     | 7     | 9     | 9      | 7      | 7      | 8      | 6      | 6      | 84     |
| 9    | Hondarribia B                | Ama Guadalupekoa  | 9     | 9     | 7     | 9     | 9     | 8     | 8     | 10    | 8     | 8      | 10     | 9      | 9      | 8      | 9      | 65     |
| 10   | Busturialdea                 | Busturialdea      | 11    | 11    | 11    | 11    | 11    | 10    | 10    | 8     | 10    | 11     | 11     | 10     | 11     | 9      | 10     | 40     |
| 11   | Ondarroa                     | Antiguako ama     | 12    | 12    | 10    | 12    | 10    | 12    | 11    | 11    | 11    | 10     | 9      | 11     | 10     | 11     | 11     | 32     |
| 12   | Portugalete-Ballonti         | Jarrillera        | 10    | 10    | 12    | 10    | 12    | 9     | 12    | 12    | 12    | 12     | 12     | 12     | 12     | 12     | 12     | 24     |

| Color  | Resultado |
| ------ | --------- |
| Oro    | Ganador   |
| Plata  | Segundo   |
| Bronce | Tercero   |
| Verde  | Puntuó    |

| Evolución de la clasificación general del Grupo 1                |                                                                  |
| ---------------------------------------------------------------- | ---------------------------------------------------------------- |
| Gráfico no disponible temporalmente debido a problemas técnicos. |                                                                  |
|                                                                  | Gráfico no disponible temporalmente debido a problemas técnicos. |

### Grupo 2
Los puntos se reparten entre los trece participantes en cada regata.
| Posición | 1.º | 2.º | 3.º | 4.º | 5.º | 6.º | 7.º | 8.º | 9.º | 10.º | 11.º | 12.º | 13.º |
| Puntos   | 13  | 12  | 11  | 10  | 9   | 8   | 7   | 6   | 5   | 4    | 3    | 2    | 1    |

| Pos. | Club                            | Trainera          | 1 GOZ | 2 MUN | 3 DON | 4 LUZ | 5 TRI | 6 AVI | 7 HIB | 8 SER | 9 ALG | 10 ZUM | 11 ARE | 12 BIL | 13 ASO | 14 ERA | 15 SÑA | Puntos |
| ---- | ------------------------------- | ----------------- | ----- | ----- | ----- | ----- | ----- | ----- | ----- | ----- | ----- | ------ | ------ | ------ | ------ | ------ | ------ | ------ |
| 1    | Deusto-Tecuni                   | Tomatera          | 1     | 6     | 3     | 1     | 4     | 2     | 1     | 4     | 1     | 1      | 1      | 1      | 4      | 1      | 4      | 175    |
| 2    | Trintxerpe-Funeraria Vascongada | Azkuene           | 2     | 1     | 1     | 2     | 2     | 5     | 2     | 3     | 3     | 3      | 3      | 2      | 2      | 3      | 6      | 170    |
| 3    | Getxo                           | Goizeko Izarra    | 5     | 8     | 7     | 4     | 1     | 1     | 3     | 1     | 2     | 6      | 4      | 7      | 3      | 2      | 2      | 154    |
| 4    | Santoña Excelente               | Virgen del Puerto | 10    | 2     | 8     | 6     | 3     | 4     | 4     | 2     | 4     | 2      | 2      | 4      | 1      | 5      | 1      | 152    |
| 5    | Naturhouse-Mundaka              | Mundakarra        | 4     | 5     | 4     | 5     | 5     | 7     | 5     | 5     | 9     | 8      | 6      | 8      | 5      | 4      | 3      | 127    |
| 6    | Ciudad de Santander             | Virgen del Mar    | 6     | 4     | 5     | 3     | 7     | 3     | 8     | 6     | 6     | 4      | 7      | 6      | 6      | 6      | 8      | 125    |
| 7    | Zumaia B                        | Telmo Deun        | 7     | 7     | 6     | 9     | 8     | 10    | 6     | 7     | 5     | 5      | 5      | 3      | 7      | 8      | 7      | 110    |
| 8    | Colindres                       | San Ginés         | 3     | 3     | 2     | 8     | 6     | 6     | 7     | 9     | 8     | 7      | 9      | 5      | 9      | 10     | 9      | 109    |
| 9    | Hibaika                         | Madalen           | EX    | 10    | 10    | 7     | 10    | 9     | 9     | 8     | 7     | 9      | 8      | 9      | 8      | 7      | 5      | 80     |
| 10   | Luanco                          | Luanquina         | 9     | 12    | 9     | 10    | 11    | 11    | 12    | 10    | 11    | 10     | 10     | 13     | 11     | 12     | 13     | 46     |
| 11   | Donostiarra B                   | Torrekua          | 8     | 9     | 11    | DSQ   | 9     | 8     | 10    | 11    | 10    | EX     | 13     | 12     | 10     | 9      | 12     | 42     |
| 12   | Lutxana                         | Erandiotarra      | 11    | 11    | 12    | 12    | 13    | 12    | 11    | 12    | 13    | 12     | 12     | 11     | 12     | 13     | 11     | 32     |
| 13   | Raspas                          | Areatarra         | EX    | 13    | 13    | 11    | 12    | 13    | 13    | 13    | 12    | 11     | 11     | 10     | 13     | 11     | 10     | 30     |

| Color     | Resultado           |
| --------- | ------------------- |
| Oro       | Ganador             |
| Plata     | Segundo             |
| Bronce    | Tercero             |
| Verde     | Puntuó              |
| Negro     | DSQ - Descalificado |
| Sin color | EX - Excluido       |

| Evolución de la clasificación general del Grupo 2                |                                                                  |
| ---------------------------------------------------------------- | ---------------------------------------------------------------- |
| Gráfico no disponible temporalmente debido a problemas técnicos. |                                                                  |
|                                                                  | Gráfico no disponible temporalmente debido a problemas técnicos. |

### Play-off de ascenso a Liga ACT
Los puntos se reparten entre los tres participantes en cada regata.
| Posición | 1.º | 2.º | 3.º |
| Puntos   | 4   | 3   | 2   |

| Pos. | Club               | Trainera    | 1 BER | 2 POR | Puntos |
| ---- | ------------------ | ----------- | ----- | ----- | ------ |
| 1    | Astillero          | San José XV | 2     | 1     | 7      |
| 2    | San Juan-Iberdrola | San Juan    | 1     | 3     | 6      |
| 3    | Samertolameu       | Meira Mar   | 3     | 2     | 5      |

| Color  | Resultado |
| ------ | --------- |
| Oro    | Ganador   |
| Plata  | Segundo   |
| Bronce | Tercero   |

### Play-off entre grupos
El equipo Deusto-Tecuni asciende al Grupo 1 directamente al quedar primero del Grupo 2.
Los puntos se reparten entre los cuatro participantes en cada regata.
| Posición | 1.º | 2.º | 3.º | 4.º |
| Puntos   | 4   | 3   | 2   | 1   |

| Pos. | Club                            | Trainera       | 1 MAR | 2 RÍA | Puntos |
| ---- | ------------------------------- | -------------- | ----- | ----- | ------ |
| 1    | Trintxerpe-Funeraria Vascongada | Azkuene        | 1     | 2     | 7      |
| 2    | Getxo                           | Goizeko Izarra | 3     | 1     | 6      |
| 3    | Ondarroa                        | Antiguako ama  | 2     | 3     | 5      |
| 4    | Portugalete-Ballonti            | Jarrillera     | 4     | 4     | 2      |

| Color  | Resultado |
| ------ | --------- |
| Oro    | Ganador   |
| Plata  | Segundo   |
| Bronce | Tercero   |
| Verde  | Puntuó    |